# 니시나 마사키
니시나 마사키(일본어: 仁科克基, 1982년 9월 2일 ~ )는 일본의 배우이다.

## 참여 작품

### 드라마
- 울트라맨 메비우스
- Q.E.D. 증명종료

### 버라이어티
- 올스타 감사제

### 영화
- 데빌맨 (영화)
- 디어 프렌즈

### 연극
- 스탠 바이 미 (영화)